# Formilmetanofuran dehidrogenaza
Formilmetanofuran dehidrogenaza (EC 1.2.99.5, formilmethanofuran:(akceptor) oksidoreduktaza) je enzim sa sistematskim imenom formilmethanofuran:akceptor oksidoreduktaza. Ovaj enzim katalizuje sledeću hemijsku reakciju
formilmetanofuran + 2O + akceptor {\displaystyle \rightleftharpoons } 2 + metanofuran + redukovani akceptor
Ovaj molibdoprotein sadrži pterinski kofactor. Volfram može da zameni molibden. Ovaj enzim katalizuje reverzibilnu reakciju u metanogenim bakterijama, i učestvuje u metanogenezi iz CO2 kao i oksidaciji metil-koenzima M do CO2. Metil viologen može da deluje kao akceptor. Ovaj enzim takođe oksiduje N-furfurilformamid.

## Literatura
- Nicholas C. Price; Lewis Stevens (1999). Fundamentals of Enzymology: The Cell and Molecular Biology of Catalytic Proteins (Third изд.). USA: Oxford University Press. ISBN 019850229X.
- Eric J. Toone (2006). Advances in Enzymology and Related Areas of Molecular Biology, Protein Evolution (Volume 75 изд.). Wiley-Interscience. ISBN 0471205036.
- Branden C; Tooze J. Introduction to Protein Structure. New York, NY: Garland Publishing. ISBN 0-8153-2305-0.
- Irwin H. Segel. Enzyme Kinetics: Behavior and Analysis of Rapid Equilibrium and Steady-State Enzyme Systems (Book 44 изд.). Wiley Classics Library. ISBN 0471303097.

## Spoljašnje veze
- Formylmethanofuran+dehydrogenase на 